# Печать Нью-Джерси
Большая печать штата Нью-Джерси — один из государственных символов штата Нью-Джерси, США. Создателем печати является Пьер Юджин ду Симитер. Она прошла изменения в 1928 году. Печать является центральным мотивом флага Нью-Джерси. Печать описывается в уставе Нью-Джерси, пункт 52, §2-1.

## Описание
Печать представляет собой герб штата, окружённый надписью «Great Seal of the State of New Jersey» (англ. «Большая печать штата Нью-Джерси»).
Герб включает в себя:
- Щит с тремя плугами представляет сельскохозяйственные традиции Нью-Джерси.
- Шлем, изображённый впрям.
- Голова лошади в нашлемнике.
- Женские фигуры богинь Свободы и Цереры, представляющие девиз штата. Свобода держит на копье фригийский колпак, Церера — переполненный рог изобилия.
- Девиз на ленте у подножия герба содержит девиз штата «Liberty and Prosperity» (англ. «Свобода и процветание»), и год обретения независимости «1776».